# Ed Wild
Leonard Erwin Wild, detto Ed (Vancouver, 22 gennaio 1935 – 10 luglio 2020), è stato un cestista canadese.

## Carriera
Con il Canada ha disputato le Olimpiadi del 1956 e i Campionati del mondo del 1959.